# Giulio Romano

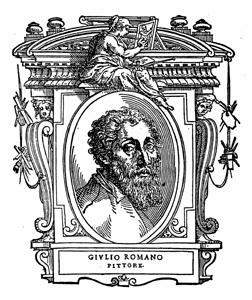
Retrat de Giulio Romano a Le Vite de' più eccellenti pittori, scultori, e architettori, de Giorgio Vasari.

Giulio Pippi, més conegut com a Giulio Romano, (Roma c. 1499? - Màntua, 1 de novembre de 1546) fou un pintor, arquitecte i decorador italià del segle xvi, prominent alumne de Rafael, les innovacions del qual amb relació al classicisme de l'alt renaixement van ajudar a definir l'estil manierista.
Els dibuixos de Romano han estat molt cercats pels col·leccionistes. Els gravats de l'època sobre la seva obra van ser una contribució significativa per a la difusió de l'estil a tot Europa.

## Biografia
Giulio Romano va néixer a Roma. A la seva joventut, com jove assistent a l'estudi de Rafael, va treballar en molts frescs de les galeries vaticanes, sobre dissenys del seu mestre, i a la Sala Rafael dels palaus papals, en un grup de figures per al fresc Incendi al Borgo. També va col·laborar a la pintura dels cels rasos de la Vil·la Farnesina.
Després de la mort de Rafael el 1520, Romano va ajudar a completar els frescs sobre la vida de Constantí al Vaticà, així com obres inconcluses de Rafael, entre elles Coronació de la Verge i Transfiguració. A la ciutat de Roma, va decorar la Vil·la Madama per al cardenal Julio de Mèdicis, després papa Climent VII. Es considera que els frescs de Romano manquen de la majestuositat i serena simplicitat deles de Rafael.
Les seves primeres obres arquitectòniques assenyalables van ser realitzades a Roma: la Vil·la Lante (1518 - 1521) edificada sobre el Janícul per a Baldasarre Tunni da Pescia, i el Palau Stati-Maccarani (1521 - 1524).

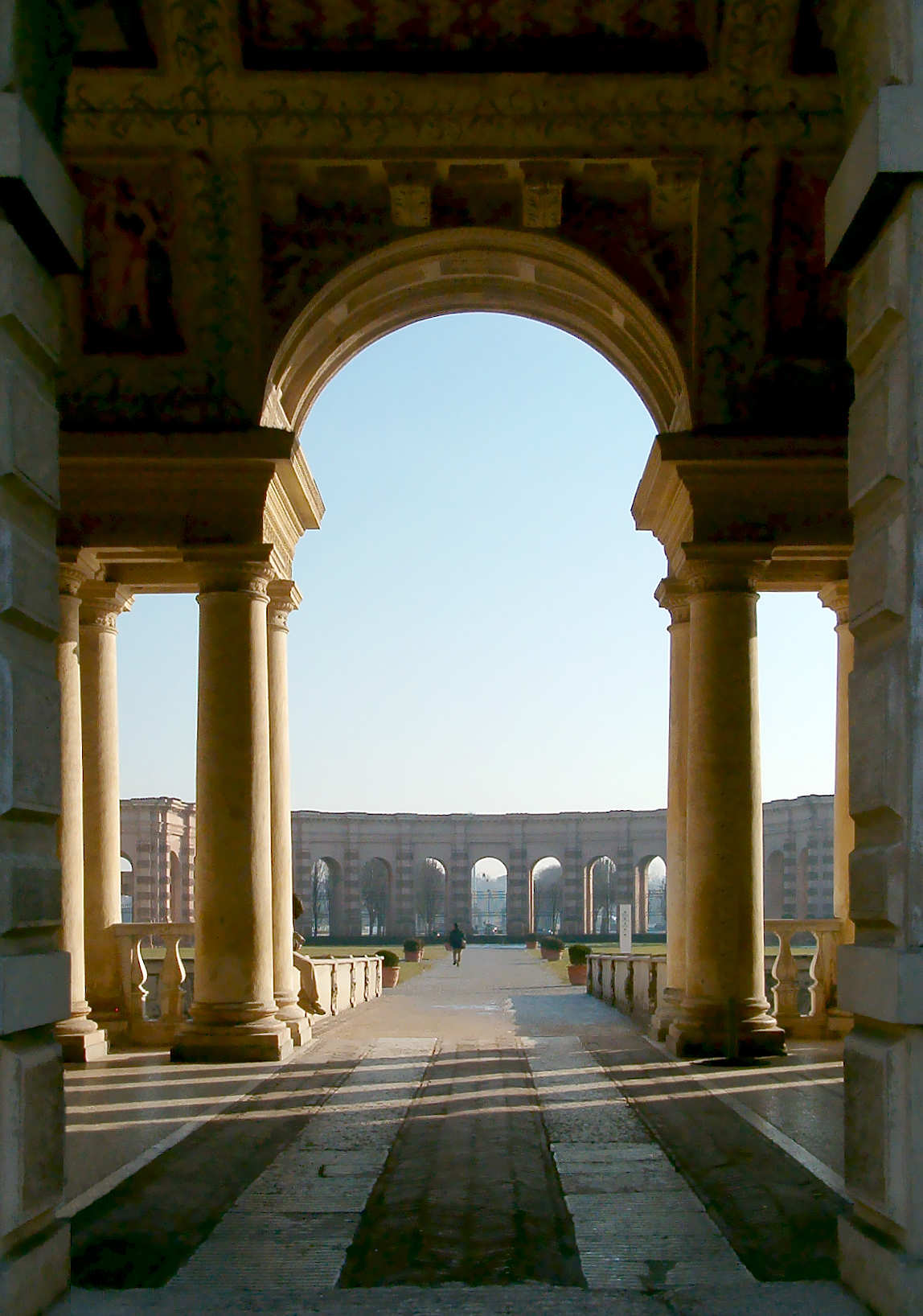
Palazzo Te a Màntua per Giulio Romano.

Madonna col Bambino per Giulio Romano.

Després del Saqueig de Roma (1527), i la mort de Lleó X, el mecenatge romà decreix. Vasari conta com Baldassare Castiglione va ser enviat per Frederic II Gonzaga per aconseguir que Romano creés pintures i projectes d'arquitectura i enginyeria per al ducat de Màntua. La seva obra magistral d'arquitectura i pintura de frescs al suburbi d'aquella ciutat anomenat Te, és la residència d'estiu per als ducs de Màntua anomenada Palau del Te (1525-1525), amb els seus famosos frescs Trompe-l'oeil, com el conjunt anomenat L'Olimp caracteritzat aquest conjunt pel seu estil extravagant i ple d'èmfasi. El Palazzo Te és una construcció articulada al voltant d'un pati central estant una de les seves principals característiques l'harmonia entre els diversos motius classicistes que l'adornen (mètopes, frisos, bandes llombardes, carreus bossellats, columbaris, etc.) També allà va ajudar a reconstruir el palau ducal de Màntua, la catedral i va dissenyar a més a més l'església propera de San Benedicto.
Diversos sectors inundables de Màntua es van reconstruir sota la direcció de Romano, el suport i l'amistat del duc mai no li van faltar; es diu que l'ingrés anual de Romano superava els 1000 ducats. El seu estudi es va convertir en una escola d'art molt famosa.
Segons la tradició renaixentista, moltes obres de Romano van ser només temporànies:
| «                 | Quan Carles V va venir a Màntua, Giulio, per ordre del Duc, va construir bells arcs, escenes de comèdia i d'altres coses sense parió; ningú com ell per a les mascarades, o per fer curiosos abillaments per a justes, festes, torneigs que van meravellar a l'emperador i a tots els presents. Per a la ciutat de Màntua en diversos moments va dissenyar temples, capelles, jardins, façanes, i era tan afeccionat a decorar-les, que per pròpia iniciativa va restaurà llocs bruts, plens d'aigua estancada i completament inhabitables, en llocs acollidors i agradables. | » |
| — Vasari, Le Vite | |   |

Romano també va dissenyar tapissos, i l'àlbum eròtic I Modi, que va ser expertament gravat per Marcantoni Raimondi, qui va sofrir presó a Roma per atemptar contra la moral de l'època.
El 1546, poc després de ser nomenat arquitecte de la Basílica de Sant Pere del Vaticà, Giulio Romano va morir.

## Curiositats
Giulio Romano té la distinció de ser l'únic artista del renaixement esmentat per William Shakespeare. A l'acte V, escena II de "El conte d'hivern", l'estàtua de la reina Hermione està esculpida per "aquell estrany mestre italià, Giulio Romano". Cal dir, però, que Romano no es va dedicar a l'escultura.

## Selecció d'obres
- Pedra de Sant Esteve (Santo Stefano, Gènova): "Giulio mai no va fer una obra més bella que aquesta, " va dir Vasari.

Domenico del Barbiere va gravar la imatge, i en conseqüència va influir en dissenyadors que mai no van veure l'original a Gènova.
- Adoració dels Mags (Museu del Louvre).
- Incendi al Borgo, fresc (Estances de Rafael als Museus Vaticans).
- Figures emblemàtiques, ploma i tinta sèpia sobre grafit (Museu de Belles Arts de San Francisco).